# 軽減税率
軽減税率（けいげんぜいりつ、VAT relief）とは、標準税率より低い税率を適用すること、または適用される税率をいう。日本では、2019年（令和元年）10月以後に導入された消費税の軽減税率制度をさすことが多い。以下本項では消費税における軽減税率について主に記述する。

## 実状と単一税率による再分配との比較

### 再分配効果なき税収減少
フランスで1950年代に「付加価値税」が導入された。これを真似た各国は付加価値税導入時の国内の制度導入や単一税率反対論に妥協し、軽減税率を導入した。これは、後に専門家から事務コストの高さから単一税率にすべきと批判されている。軽減税率の実状として、標準税率のみの場合に対して、納税コスト・複数税率による煩雑化、より高価なモノを買う高所得消費者ほど払う消費税金額が減少する（税収が減る）ことで本来の目的でもある低所得への分配が減らされる制度であると指摘があり、欧州でも軽減税率を廃止して標準税率一律(単一税率)にすべきという動きがある。

#### 区分負担や複雑化によるコスト増大・外食産業への悪影響
欧州連合(EU)の執行機関である欧州委員会が2007年に軽減税率の効果を調査したところ、軽減付加価値税（軽減税率を導入したVAT）は事務コストの増大や制度の複雑化を招くこと、特に食料品は「健康的な食品」と「健康的でない食品」の区分、加工食品と未加工食品の区分が曖昧で困難なことが問題視された。更に食料品へ軽減税率が導入されている国では、国内の外食産業の競争力を損なうことが判明している。加えて、「所得再分配の手段」として、軽減税率は最良とは言えないこと、特に充実した社会保障制度を持つ国ほど軽減税率実施すると所得再分配効果が乏しくなることが分かった。つまり、軽減税率は再分配効果を持たず、単に再分配の原資となる税収を減らすだけの制度であることが示された。

### 富裕層にも適用される不効率・多額消費者ほど恩恵
軽減税率には、富裕層にも軽減税率が適用される不効率さが指摘されている。そして、軽減税率は「低所得者の負担の軽減」という名目で政策導入が検討されているが、多額の消費する高所得者ほど軽減税率の恩恵をより大きく受けることになるとされている。実際には、低所得者対策として有効でないことなどから、多くの経済学者や専門家は軽減税率に反対し、単一税率を要求している。
これは「すべての国民に一律で軽減措置を行うことで、高所得者も軽減措置を受ける」ためで、食品などの生活必需品とされる品物においても、高所得者は低所得者に比べ多くの金額を支出していることから、より多くのVAT軽減措置を受け、より大きく恩恵を受けることになるためだとされている。また軽減税率導入の結果として本来国が得る税収を減らすことにもなるとされている。
また、財務省が消費税率10%への引き上げ時に導入する軽減税率制度の家計への効果を試算したところ、負担軽減額は収入が多い世帯ほど大きくなり、民間試算と同様の傾向が表れた。
日本労働組合総連合会（連合）は軽減税率は高所得者優遇であるとして一貫して反対しており、代わって給付付き税額控除の導入を求めている。

#### 食料・エネルギーに対する軽減税率批判
OECD（経済協力開発機構）は、食料や電気・ガス・ガソリンといったエネルギー製品などの品目に対して軽減税率を適用する政策について、最も恩恵を受けるのは高所得家計であるとして、「低所得家計への支援策としては劣った手段である」と勧告している。。

### 区分困難・事務コストの高さ・me tooシンドローム問題
軽減税率には、単一税率よりも、どれに軽減税率にするか税率振り分けの困難さが指摘されている。さらなる欠点として、単一税率よりも不正機会発生率、行政コスト・法順守コスト、事務コストの高さが指摘されている。
ヨーロッパ連合は消費税を加盟国の共通税制と定めており、加盟国に導入が義務付けられている。加盟国に軽減税率については規定がないが、消費税の標準税率を15%以上を義務としている。EU加盟国ではデンマーク(25%)が軽減税率の導入をしていない。低所得家計支援手段として、25%の単一税率で広く厚く徴税した税収による広範なベーシック・インカムを設けている。デンマークやニュージーランド(15%)のような軽減税率を導入しない消費税単一税率国は、軽減税率で税収を減らすよりも同じ税率で効率的に集めて財源確保して再分配する方が低所得家計への支援策として効率的であることから一律の税率にしている。さらに、一度軽減税率を導入して例外をつくると「me tooシンドローム」と呼ばれる軽減税率適用を次から次に「自分たち」の要望品目に適用するように求める事態・ロビー活動が起きる。そのため、単一税率にはコレを防ぐ効果もある。

### 複数税率導入国における複雑化・様々な負担・運用コスト
軽減税率により消費税を複雑化することにより、税額控除、事務負担、税務執行による様々な仕事が増え多くの運用コストが発生することになるという指摘もある。導入時において具体的な仕組み作りや税率可変できるシステムの導入が課題とされている。また、事業者による仕入れ業務も変化を求められており、複数税率に対応するため「インボイス制度」（適格請求書等保存方式）が2023年（令和5年）10月以後導入される予定になっている。納税手続きを担う税理士も、「複数税率は経理処理が煩雑で負担が大きい」「軽減税率は政党の党利党略でなされた感が強く、実務現場では混乱している。（正しい請求書、正しい会計処理がなされているとは思えない）」と指摘している。

### 税収減少による財政悪化・代替による標準税率上昇
2014年に日本の内閣府が示した中長期財政試算では、消費税の軽減税率導入に伴う代替財源が確保されていないことが影響し、赤字額が増える見込みとなっている。消費税率10%への引き上げ時に導入する軽減税率による減収は1兆円規模となる見通しで、このうち6000億円程度は財源のメドが立っていない。そのため、2020年度の赤字額が増える見込みとなり、軽減税率導入による財政赤字悪化することが指摘されている。
2019年2月5日、「軽減税率」導入で見込まれる歳入減をめぐり財務省がまとめた財源確保策の詳細が明らかになり、たばこ税の引き上げなどで年間計1兆810億円程度を確保できると試算したが、軽減税率による減収見込みは1兆890億円程度とされ、約80億円が不足する計算となった。新たな財政確保策は検討しないとしている。
日本税法学会によると、軽減税率導入した国では、それによる税収減で導入しなかった場合よりも標準税率がその分だけ高くなるデメリットがあると指摘している。

## 各国の軽減税率・区分と問題
欧州諸国の軽減税率は、「経済困窮者への配慮」などといった福祉政策的な観点によって作られた制度ではない。単に1960年頃の欧州では分野により税制が大きく異なるものが多数あり、多種多様な税率の統一を図ろうとしたものの各所からの抵抗や反発の結果に対する政治的妥協として、消費税に複数の税率が適応される事態となったことがその経緯である。このような経緯で欧州諸国では多くの国で消費税に軽減税率が導入されている。そして、税制の専門家などは、欧州諸国で導入されている軽減税率は「失敗の経験」と指摘しており、軽減税率導入行為を否定的に捉えている。

2015年、EU加盟国28カ国中21カ国で軽減税率が適用されている。区分けや税率は各国で違いがある。例えば、カナダでは「ドーナツ5個以内」は「外食」とみなし消費税6%を課税し、「ドーナツ6個以上」は「その場では食べられない」とみなされ「食料品」となり、消費税は非課税となる（2013年1月時点）。ドイツではハンバーガーを食べる場所により変わり、店内で食べると「外食」とみなし消費税19%を課税し、「テイクアウト」にすると「食料品」とみなし、消費税を7%に減税している（2013年1月時点）。
なお、日本で軽減税率導入後に、マクドナルドやバーガーキング、ケンタッキー・フライド・チキン、牛丼の松屋・すき家などのファストフードでは、軽減税率時と標準税率時の税込を同額の設定をしている例がある。同様の制度は、フランスやスペインにおいても見られる。みずほ総合研究所によると欧米諸国では各業界団体が軽減税率の適用を求める問題や軽減税率導入によって税収が減るため、社会保障費を賄うためには予算不足なために将来的な基本消費税率が高くなっている。イギリスでは標準税率20%に対して、軽減税率は5%と0%となっており、15%〜20%も税率差がある。
日本では、軽減税率制度の導入に向けて2018年に国税庁が個別の対応事例を作成している。それによれば、例えば、「アルコール1%以上のみりん」は酒税法で規定する「酒類」に該当するので軽減税率の対象外であるが、アルコール1%未満の「"みりん風"調味料」は飲食料品になるため、軽減税率が適用される。

## 軽減税率と単一税率のC効率性比較

### 単一税率国

#### 日本(1989年-2019年)
1989年（平成元年）4月1日に消費税が導入された。消費税の導入が求められた大きな理由の一つに、高齢化社会への対応があった。日本では、主要国の中でも特に速いペースで人口の高齢化が進行しており、年金・医療など社会保障費用の財源確保が喫緊の課題となっていた。従来のように現役世代（給与所得層）を税の担い手に頼った税制では、将来的に税負担の限界や重税感、不公平感が増し、勤労意欲や事業意欲を損なう懸念も指摘されていたからであった。以降から、2019年10月の軽減税率導入前までは単一税率であったため、課税ベースが広いという消費税制度の性質を活かしてC効率性は世界5位となっていた。しかし将来的には標準税率は軽減税率導入のための税収減少分が引き上げられていく予定なので、軽減税率と標準税率の差拡大の度のC効率性の順位下落が確実視されている。

#### ニュージーランド
広い免税範囲・7種類の従価税率7と12種類の特別税率という複雑な税率構造であること、サービス業へは非課税であること、製造業者から直接購入できる大規模小売業者に有利であることなど、従来の卸売売上税の歪みや歳入における個人所得税への極端な依存を是正し、社会保障給付の増加と保護主義的な経済政策で拡大した財政赤字の削減などのために消費税が1968年に10%で導入された。1989年に12.5%へ消費増税されたことで、1994年からGDP比の財政収支が黒字に転じた。経済に対して最も中立的な付加価値税の制度を設けているので世界2位のC効率性となっている。1999年にニュージーランド政府は最小のコストで安定した税収を得るためには、課税ベースの拡大と単一かつ定率の消費税だとの方針を示している。1986年の軽減税率無しの10%の消費税導入に日本のような国民の反発はなかった。背景として、ニュージーランドでは社会保障費の制度を中負担中福祉にすること、低所得者には消費税による軽減税率を行わないことにより増えた税収から、後で多く再分配する方が、小売店や役所の負担軽減と軽減税率計算処理による納税コスト軽減や格差是正には効率的との政府の方針を国民が受け入れたためとされている。また、2006年に付加価値税収の総税収に占める割合は24.4%となっている。

#### デンマーク
1967年に福祉国家建設のための予算不足のために広く安定した課税ベースを確立することを目的にデンマーク社会民主党によって軽減税率無しの10%で導入された。1970年代に20.25%台にまで引き上げられた後に、1992年から現行の25%になった。軽減税率は、歳入減少の財政負担や徴収の効率化、また適用対象品目の区別などが困難であること、逆進性への対処として、一律25%の消費税による税収を後で社会保障給付によって再分配を行う方が効率的として導入しなかった。2006年の対総税収比では、個人所得税負担の割合が51.3%と突出しており、付加価値税の割合は21.3%となっている。デンマークは、自国企業の国際競争力や外資誘致のために法定実行税率も低く、高負担高国家として国民の手厚い社会保障の財源は基本的に高い所得税と消費税で7割以上も賄われている。これは、同じ北欧で25%の消費税で6%の軽減税率があるスウェーデンを上回るC効率性となっている。スウェーデンの付加価値税がデンマークよりもC効率性は低い理由には、軽減税率を導入していること、消費者を顧客とする小売・サービス業で発生しやすい脱税や、現金を用いない電子商取引の発達、税率の低い隣国での国境を越えた買い物による租税回避が挙げられている。軽減税率を導入せずに消費税の税率が全て一律なため、デンマークは世界で最も課税ベースが広い国であるとされている
。

## 軽減税率をめぐる論争・単一税率化要求
日本では公明党が軽減税率の導入を強く要求したことで導入された

### 飲食料品軽減時における対象論争や負担
上述のように多額消費者ほど飲食料品へ軽減税率がある際の恩恵を受け、低所得家計に対する再分配のための税収は減る。そのため、軽減税率は低所得家計のためにならない問題がある。1989年（平成元年）4月1日、日本ではじめて消費税が導入された。導入年度にも食料品に対する軽減税率導入賛論があり、同年年12月1日の中日新聞の報道によると、海部首相の意向を受けた「全食料品を全流通段階で非課税とする」案を軸にした見直し案を小沢一郎幹事長ら自民党四役は求めた。そして、税調会長の西岡武夫は食料品の税率を2%に引き下げる軽減税率を主張した。両者の協議は難航し、合意に至らなかった。、

軽減税率が適用される飲食料品は、「食品表示法に規定する食品」（酒税法に規定する酒類を除く）と、厳密に定義されている。飲食料品の定義は問題にならなかったが、「外食」は従来通りの標準税率と決めたため、その線引きが問題となった。これは、元をたどると、軽減税率導入を検討する過程で、「高級料亭での飲食も軽減税率が適用されては、低所得者対策にならない」とし、軽減税率を自民党へ飲ませた公明党が「外食」を適用から除外するよう要求して合意したことに起因する。外食の中で「軽減税率を適用しない外食」を定義する必要性が生じたため、検討の結果、「軽減税率が適用されない外食」を食品衛生法上の「飲食店営業などで、テーブル、いす等を設けて飲食させるための設備を置いた場所で、食事を提供する」ことを定義した。すなわち飲食を提供する場所を指定して飲食すれば適用対象とはならない。ただし、学校給食や老人ホームでの食事は、生活を営む場で他の形態で食事をとることが困難なため、軽減税率の対象となったとされている。
食品（お菓子）と食品以外のおまけがセットされている「食玩」や器に入った「おせち料理」などの商品（「一体資産」という）については、価格が1万円以下で食品の割合が3分の2以上あれば軽減税率の対象とされたが、商品によって税率が混在している状況である。

### 新聞への適用に対する意見・メディア業界による要求
森信茂樹中央大学法科大学院特任教授は、軽減税率が新聞にも適用になった理由として、「この決定は、読売新聞社の最高権力者の強い要請に応えたものと思われる。筆者はこの件について、一部新聞の世論操作的な報道に強い警鐘を鳴らしてきた。いずれにしても、これで読売をはじめとする新聞社は、安倍政権に大きな借りをつくった」と読売新聞と自民党のために適用されたとの意見を表明している。
逆に、堀江貴文は『5時に夢中!』（TOKYO MX）の番組内で、公明党が自民党に対し執拗に新聞を対象に含めるよう求めてきた理由として、「公明党の支持母体である創価学会が発行する聖教新聞の消費税が8%から10%になったら、（購読者が）激減する可能性が高く、聖教新聞を守るため」ではないかとし、公明党のために適用されたとの意見を表明している。
上記の意見に対して、実際には読売新聞だけでなく、朝日新聞や毎日新聞を含む日本全国の新聞会社・通信社・放送各社で組織された日本新聞協会が要求している。2015年10月15日に、上記の代表らが出席した「第68回新聞大会」が日本新聞協会の主催で開かれ、消費増税に伴う新聞への軽減税率適用を求める特別決議が3年連続で採択された。日本新聞協会会長で読売新聞東京本社社長の白石興二郎が、ヨーロッパを始めOECD加盟国のほとんどが、社会政策として新聞に対しゼロ税率か軽減税率を適用しているとして、「新聞の軽減税は世界ではある程度一般的」「読者の負担を減らすことで情報、知識へのアクセスが容易となり、結果的に減税措置は社会に還元される」と軽減税率適用の意義を主張し、新聞への軽減税率適用を求める特別決議を採択した。特に読売新聞社は新聞への軽減税率適用を強く求めており、首相と食事するなどロビー活動して新聞への軽減税率適用を訴えてきた。
週2回発行される定期購入契約された新聞が軽減税率の対象で、電子版の新聞やコンビニエンスストアやキヨスクで販売される新聞は、軽減税率の対象外となっている。

### インボイスの複雑化
インボイス制度には、価格に上乗せされる税額を証明し、転嫁されたかどうかを確認できる効果（転嫁の明確化）、売手の登録番号情報などが記載され、事後的な照会が容易なインボイスの受け渡しにより、税率や税額の一致について相互確認、不正相互牽制しようとする効果（相互確認・相互牽制効果）などがある。インボイス制度の導入については、「事業者にとって事務負担が増加する」との懸念がある一方で、実際には税率および税額が明記されることで、売手として発行したインボイスと買手として受領したインボイスに記載された消費税額の差額が、そのまま納税額となるという仕組みにより、本来は税計算が簡素化され、事務負担を軽減できる制度であると指摘されている。また、第190回国会衆議院財務金融委員会 でも「事務負担が増加」の背景については、インボイス制度自体よりも、軽減税率で消費税の計算が複雑化となることが主因であり、単一税率時のインボイス制度の事務負担は簡素となることが指摘されている。
国内消費税率が一律の場合、仕入額や売上額に一定の税率を乗じるだけで消費税額を算出できるため、計算が簡易であった。しかし、0税率を含む軽減税率が導入されている国では、商品ごとに税率が異なるため、商品ごとの税率や税額が明記された書類が必須になる。インボイス制度は、複数税率を採用する消費税制度において不可欠な仕組みとされており、ニュージーランドやデンマークのような単一税率の国を含め、アメリカ合衆国および2023年10月以前の日本を除くすべてのOECD加盟国で導入されている。なお、国外取引においては、日本や売上税制を採用するアメリカを含め、OECD加盟国を含むほぼ全ての国において従来からインボイス制度が導入されている。
自民党が軽減税率に反対した理由として、公明党の要望する消費税の複数税率制度の導入時には、消費者から預かった消費税金額を記すインボイス（税額票）の発行が必要となるが、これは自民党の支持層である商工業者の負担となることにある。ただし、インボイス制度未導入期の税務署の捕捉可能な課税所得の割合が、給与所得者は約9割・自営業者は約6割・農林水産業従事者は約4割という稼得で大きな差があるクロヨン解消のため、日本最大の労働者団体、労働組合のナショナルセンターである日本労働組合総連合会は強力にインボイス制度の導入を支持してきた。
インボイス制度には今まで消費税納税を免税されていた企業の経営悪化が懸念されている。インボイス制度導入前は、「売上高が1000万円以下の事業者」のほとんどは消費税の納付の必要がない「免税事業者」になっていた。インボイス制度では、消費税率や税額が書いたインボイスを保存していることが求められる。そして、インボイスを交付できるのは税務署から登録を受けた課税事業者に限られ、売上高1000万円以下の免税事業者はインボイスを交付することができないことで事業者間取引から排除され、経営悪化に直面することが懸念されている。現状では2021年を目途に、商取引への影響を検証し、必要な場合には一定の措置を講ずることとされている。今後、インボイス制度に関する議論の動向に注目する必要があるとされている。

### その他の単一税率化の要求
2014年6月11日の第9回税制調査会において、特別委員が軽減税率に対する賛否を表明している。特別委員の中でも伊藤元重、大竹文雄、土居丈朗などが反対の立場を表明した。会長の中里実は「お二人を除いてかなり強い反対があったと理解しています」「一部の方を除くと、相当強い、(軽減税率への)全面否定に近いような意見が多くの方から出ました」と総括している。
日本経済団体連合会・日本商工会議所を初めとする9団体は、軽減税率に反対し、単一税率を維持すべきであると主張している。その理由に日本の社会保障制度の持続可能性を損なうことと、消費税が複数税率である時の事務負担増加を挙げている。
古賀茂明は、軽減税率導入された理由は、「財務省が特定の品目を軽減対象として認める代わりに、その関連業界の団体・企業に天下りをさせ、族議員ら企業や団体からの政治献金・選挙協力という見返りを得るため」と主張しているが、実際には財務省は軽減税率のために必要な財源が毎年約1兆円になることから軽減税率制度に反対し、単一税率支持の立場である。